# Teixidor capgroc
El teixidor capgroc (Auriparus flaviceps) és una espècie d'ocell de la família dels remízids (Remizidae) i única espècie del gènere Auriparus (SF Baird, 1864).

## Hàbitat i distribució
Habita deserts i matolls del sud dels Estats Units i nord i centre de Mèxic, incloent Baixa Califòrnia.